# Шпаньгел, Мартин
Мартин Шпаньгел (чеш. Martin Špaňhel; 1 июня 1977, Злин) — бывший чешский хоккеист, нападающий. Чемпион мира 2000 года. В составе пражской «Спарты» — чемпион чешской Экстралиги 2006 года.

## Биография
Мартин Шпаньгел начал свою хоккейную карьеру в 1995 году, в клубе «Злин». За свою карьеру он сменил много команд, играл в чешской Экстралиге и НХЛ за «Коламбус Блю Джекетс». В сборной Чехии Шпаньгел был в заявке на чемпионат мира 2000 года, где завоевал золотую медаль. Помимо этой победы он также был чемпионом чешской Экстралиги 2006 года в составе пражской «Спарты».

## Достижения
- Чемпион мира 2000
- Чемпион Чехии 2006
- Серебряный призёр чемпионата Дании 2008
- Бронзовый призёр чемпионата Чехии 2000 и 2003

## Статистика
- Чемпионат Чехии — 314 игр, 133 очка (57+76)
- Чемпионат Дании — 133 игры, 82 очка (30+52)
- АХЛ — 119 игр, 43 очка (18+25)
- Западная хоккейная лига — 67 игр, 17 очков (5+12)
- Чемпионат Финляндии — 36 игр, 13 очков (2+11)
- Сборная Чехии — 26 игр, 12 очков (8+4)
- Чемпионат Норвегии — 20 игр, 20 очков (11+9)
- НХЛ — 10 игр, 2 очка (2+0)
- Кубок Шпенглера — 6 игр, 2 очка (1+1)
- Хоккейная лига Восточного побережья — 2 игры, 1 очко (0+1)
- Всего за карьеру — 733 игры, 325 очков (134+191)